# Johannes Baptista van Acker
Johannes Baptista van Acker (Bruges, 1º novembre 1794 – Bruges, 15 giugno 1863) è stato un pittore belga.

## Biografia
Pittore ritrattista e miniaturista, fu allievo di Joseph-François Ducq. Si trasferì per qualche tempo a Parigi, dove riscosse buon successo di committenza. Tornato per breve tempo nella città natale, fu chiamato a Bruxelles dal re del Belgio Leopoldo I come ritrattista di corte: eseguì ritratti del re e di altri membri della famiglia reale. Spostatosi a Londra, tornò infine a Bruges dove rimase fino alla morte.
Il Groeningemuseum di Bruges conserva alcune sue opere.